# David Benavidez
Pour les articles homonymes, voir Benavidez.
David Benavidez est un boxeur mexico-américain né le 17 décembre 1996 à Phoenix en Arizona, champion du monde WBC des poids super-moyens en 2017 et 2018. Son frère Jose Benavidez est également boxeur professionnel.

## Carrière
Passé professionnel en 2013, il remporte le titre vacant de champion du monde des poids super-moyens WBC le 8 septembre 2017 après sa victoire aux points contre Ronald Gavril. Benavidez conserve son titre le 17 février 2018 en battant aux points Gavril lors du combat revanche mais est destitué le 3 octobre 2018 après un contrôle positif à la cocaïne.
Benavidez redevient champion WBC des poids super-moyens le 28 septembre 2019 aux dépens de son compatriote Anthony Dirrell, titre qu'il doit abandonner la veille de son combat contre Roamer Alexis Angulo le 14 août 2020 pour ne pas avoir respecté la limite de poids autorisée.